# Warner Anderson
Warner Anderson (10 de marzo de 1911-26 de agosto de 1976) fue un actor teatral, cinematográfico y televisivo de nacionalidad estadounidense.

## Biografía
Nacido en Brooklyn, Nueva York, Anderson formaba parte de una familia dedicada a la actividad teatral.
Anderson se inició en el cine en 1915, haciendo un pequeño papel como actor infantil. En 1917 actuó en Sunbeam, recibiendo críticas muy positivas del diario The Daily Chronicle. Sin embargo, su debut como actor adulto tuvo lugar en la película de 1943 This Is the Army.
Durante su larga trayectoria cinematográfica Anderson hizo numerosas interpretaciones como actor de reparto, participando en películas como El motín del Caine, Semilla de maldad, o Destination Tokyo.
Anderson también fue actor teatral, trabajando en el circuito de Broadway en obras como Maytime (1917-1918), Happiness (1917-1918), Medea (1920), Within Four Walls (1923), Broken Journey (1942), y Remains to Be Seen (1951-1952).
Además, en los años 1940 Anderson fue locutor del programa radiofónico The Bell Telephone Hour.
En televisión, Anderson fue el Teniente Ben Guthrie en la serie The Lineup, que se emitió entre 1954 y 1960, y en la cual actuó junto a Tom Tully. Anderson interpretó el mismo papel en la adaptación al cine estrenada en 1958. Otro papel televisivo importante fue el de Matthew Swain en la serie Peyton Place, en la cual también era el narrador al inicio de cada episodio, trabajo que continuó desempeñando incluso tras la eliminación del show de su personaje.
Warner Anderson falleció en 1976, a causa de un cáncer, en un hospital de Santa Mónica, California. Tenía 65 años de edad. Le sobrevivieron su esposa y un hijo.

## Selección de su filmografía
- Destination Tokyo (1943)
- Objetivo Birmania (1945)
- Week-End at the Waldorf (1945)
- Her Highness and the Bellboy (1945)
- Faithful in My Fashion (1946)
- The Arnelo Affair (1947)
- Song of the Thin Man (1947)
- Tenth Avenue Angel (1948)
- The Doctor and the Girl (1949)
- Destination Moon (1950)
- Bannerline (1951)
- Brigada 21 (1951)
- The Star (1952)
- A Lion Is in the Streets (1953)
- El motín del Caine (1954)
- A Lawless Street (1955)
- Semilla de maldad (1955)
- The Violent Men (1955)
- The Lineup (1958)
- Armored Command (1961)
- Rio Conchos (1964)
- Peyton Place (1964)  (serie TV)